# جيرمان بينانت
جيرمان ليويد بينانت (بالإنجليزية: Jermaine Pennant)‏، من مواليد 15 يناير 1983 في نوتنغهام في إنجلترا، لاعب كرة قدم إنجليزي من أصل جمايكي.
بدأ مسيرته الكروية مع نادي نوتس كونتي في موسم 1998/1999، وفي عام 1999 انتقل إلى نادي آرسنال، ولعب معهم حتى عام 2005، وشارك معهم في 12 مباراة وسجل 3 أهداف، وفي عام 2002 أعير إلى نادي واتفورد، ولعب معهم 9 مباريات وسجل هدفين، وفي موسم 2002/2003 أعير إلى نادي واتفورد، ولعب معهم 12 مباراة، وفي موسم 2003/2004 أعير إلى نادي ليدز يونايتد، ولعب معهم 36 مباراة وسجل هدفين، وفي موسم 2005/2006 انتقل إلى نادي برمنغهام سيتي، ولعب معهم 50 مباراة وسجل هدفين، ومنذ عام 2006 وهو يلعب مع نادي ليفربول حتى 2009 إذ انتقل إلى ريال سرقسطة كمهاجم صريح.

## روابط خارجية
- جيرمان بينانت على موقع الاتحاد الأوربي (الإنجليزية)
- جيرمان بينانت على موقع قاعدة بيانات كرة القدم.إي يو (الإنجليزية)
- جيرمان بينانت على موقع Soccerbase.com (لاعب) (الإنجليزية)
- جيرمان بينانت على موقع Soccerway.com (الإنجليزية)
- جيرمان بينانت على موقع عالم كرة القدم.نت (الإنجليزية)
- جيرمان بينانت على موقع كووورة
- جيرمان بينانت على موقع AS.com (الإسبانية)